# Ctenosaura bakeri
Iguane noir d'Útila, Iguane à queue épineuse de l'île d'Útila
Espèce
Statut de conservation UICN

 CR B1ab(i,ii,iii,v)+2ab(i,ii,iii,v) : 
En danger critique
Statut CITES
Ctenosaura bakeri est une espèce de sauriens de la famille des Iguanidae. En français elle est appelée Iguane à queue épineuse de l'île d'Útila ou Iguane noir d'Útila. C'est une espèce de Ctenosaura en danger critique d'extinction, endémique de l'île d'Útila, une des Islas de la Bahía au large de la côte du Honduras.
L'Iguane noir d'Útila est la seule espèce d'iguane et une des deux espèces de lézard seulement à exclusivement vivre dans les marais à mangroves aux eaux saumâtres, forcés par la compétition d'espèces plus grandes. C'est la plus petite des trois espèces d'iguanes d'Útila, et est unique parmi les Ctenosaura car les jeunes sont de couleur sombre, alors que ceux des autres espèces du genre arborent un vert ou un jaune vifs. C'est une espèce arboricole et principalement herbivore, bien que ce peut être un carnivore opportuniste. Les mâles peuvent atteindre une taille de 76 cm, tandis que les femelles sont plus petites, mesurant jusqu'à 56 cm. Les œufs sont pondus dans une plage sableuse et éclosent environ 60 à 76 jours plus tard, les jeunes retournant immédiatement vivre dans la forêt de mangrove.
Passée proche de l'extinction dans les années 1990 à cause de sa chasse, cette espèce est portée à l'attention du grand public international par l'herpétologiste allemand Gunther Köhler dans son livre Reptiles of Central America. Bien que plusieurs zoos et associations de sauvegarde de la biodiversité aient mis en place des programmes de sauvegarde de cette espèce, elle demeure mise en danger par la chasse et par la disparition de son habitat. Des efforts de sauvegarde extrêmes sont mis en place pour sauver cette espèce de l'extinction.

## Anatomie et morphologie
L'Iguane noir d'Útila a une couleur gris-brun à noir quand elle est jeune, et est la seule espèce de son genre à arborer des tons si sombres quand elle est jeune. Les autres espèces de Ctenosaura  présentent une coloration verte ou jaune quand ils sont jeunes, avant que leur peau ne s'assombrisse avec l'âge. Quand cet animal devient mature, il peut être de coloration bleu ou gris-clair, suivant l'animal et les conditions de température,.
Les mâles peuvent atteindre la taille de 76 cm, tandis que les femelles sont généralement 30 % plus petites, mesurant au maximum 56 cm. Les mâles ont un petit fanon et une crête dorsale composée de 56 grandes épines dorsales, ce qui les différencie des femelles. Cette crête dorsale est composée d'épines blanches et noires, par groupes de deux ou trois épines de la même couleur avant d'alterner.

## Biologie et écologie

### Alimentation
Comme la plupart des iguanes, Ctenosaura bakeri est principalement herbivore, mangeant des fleurs, feuilles, tiges et fruits, mais ils peuvent de manière opportuniste manger également de petits animaux, des œufs et des arthropodes qui vivent dans la mangrove,. Il a déjà été observé mangeant de petits Iguanes verts (Iguana iguana) et des geckos comme Hemidactylus frenatus.

### Cycle de vie
Les adultes s'abritent dans des trous dans divers arbres composant la mangrove et ont une vie arboricole, tandis que les jeunes sont strictement terrestres durant leur première année d'existence. Comme l'Iguane noir d'Útila ne peut pas pondre ses œufs dans les marécages des mangroves, les femelles gravides migrent vers les plages de sable voisines pour creuser leur nid et y déposer leurs œufs, et ceux-ci pourront incuber à une bonne température sous la chaleur du soleil. Après avoir creusé le nid et pondu les œufs, la femelle abandonne son nid et retourne dans la mangrove. 60 à 70 jours plus tard les jeunes iguanes sortent du nid et se dirigent immédiatement vers la mangrove.
Les jeunes mesurent 15 cm de long, le corps ne représentant que 3 cm pour une queue de 12 cm. La coloration sombre des jeunes leur permet de se fondre sur le sol sombre des forêts de mangrove pour échapper à leurs prédateurs.

## Distribution et habitat

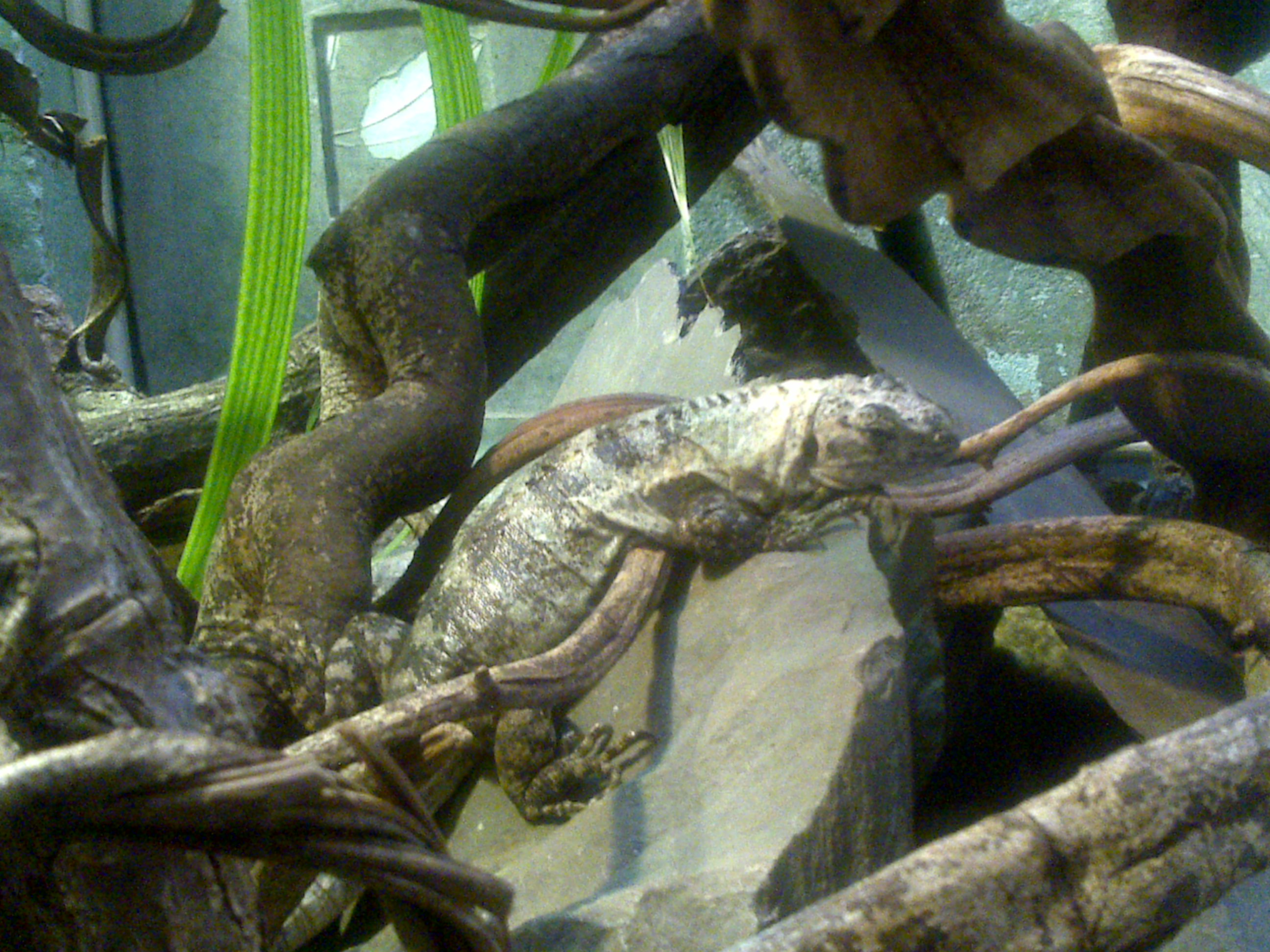
Ctenosaura bakeri au zoo de Londres.

Endémique à Útila, une île au large du nord de la côte du Honduras, Ctenosaura bakeri y vit dans les 8 km2 de forêts de mangrove. Il est le seul iguanidés et l'un des rares reptiles à avoir coloniser cet habitat. C. bakeri a été repoussé vers la mangrove par la concurrence exercée par des espèces plus grosses et plus agressives comme C. similis, qui vit dans les habitats plus secs d'Útila. Ces deux espèces peuvent s'hybrider et produisent une progéniture viable,. De point de vue de l'évolution et de l'écologie, le fait de vivre dans les forêts de mangrove aux eaux saumâtres nécessitent une adaptation spécifique de l'alimentation, du comportement et de l'utilisation des ressources. C'est l'une des deux seules espèces de lézard connues, la seconde étant une espèce d'Anolis, Anolis utilensis, qui vit en exclusivité dans les forêts de mangrove.

## Taxinomie
Ctenosaura bakeri a été décrit par le zoologiste américain d'origine norvégienne Leonhard Hess Stejneger en 1901, alors qu'il travaillait pour la Smithsonian Institution. Le nom générique, Ctenosaura, est dérivé de deux mots d'origine grecque : ctenos (Κτενός), signifiant « peigne » et se référant aux épines du dos et de la queue de ce lézard qui rappellent un peigne, et saura (σαύρα), signifiant « lézard ». Son épithète spécifique, bakeri, est la forme latinisée du nom de l'ami et collègue de Stejneger, Frank Baker, qui avait notamment dirigé le parc zoologique national de Washington.
On pense que cette espèce a évolué à partir d'ancêtres venus du continent, et pourraient avoir des ancêtres communs avec C. melanosterna et C. palearis, car elle est phylogénétiquement plus proche de ces deux espèces que de C. similis. L'arrivée de ces animaux à Útila pourrait être liée à une dispersion au-delà des mers par dérivation à la suite d'ouragans comme dans le cas d'Iguana iguana dans les petites Antilles, ou d'un pont terrestre reliant l'île au continent et disparu après la dernière ère glaciaire.

## Relations avec l'Homme

### Statut de sauvegarde
Gunther Köhler, lorsqu'il s'est intéressé à cette espèce en 1994, l'a trouvée au bord de l'extinction, peut-être même fonctionnellement éteinte à l'état sauvage du fait de la chasse intense et de son habitat restreint. C'est pourquoi l'Iguana Research and Breeding Station a été construite en avril 1997 avec l'aide et les fonds de diverses organisations comme la Frankfurt Zoological Society, le muséum Senckenberg, l'AFE-COHDEFOR (State Forestry Administration-Honduran Forestry Development Corporation), la BICA (Bay Islands Conservation Association)  et l'université nationale autonome du Honduras.
On estime que la population sauvage de cette espèce représente 10 000 animaux en deux ou trois sous-populations, mais elle est fortement menacée par la disparition de son habitat, car les forêts de mangrove sont utilisées comme décharges ou déforestées pour la construction d'habitation, infrastructures et ports de plaisance. Les plages sur lesquelles va pondre l'espèce sont par ailleurs détruites pour laisser place à des hôtels ou des routes. Selon une étude menée par l'UICN, des plantes exotiques invasives colonisent le sol des plages situées non loin des mangroves, les rendant inappropriées à la construction de nids. L'iguane est chassé localement pour sa viande, mais les efforts entrepris pour sensibiliser les populations locales ont permis à cette pratique de reculer ces dernières années,.
En 2004, à la suite de l'expédition de Köhler et du livre qui en a découlé, Reptiles of Central America, le Conservation Project of the Utila Iguana (CPUI) a été fondé. L'International Iguana Society et le CPUI ont cherché à acquérir des terres pour préserver l'habitat des iguanes et planifient d'établir un poste où le personnel de la station de l'Iguana Research and Breeding réaliserait des permanences, qui aiderait à gérer la propriété et travaillerait à choisir les sites pour les constructions de façon à préserver le plus possibles les plages nécessaires à la nidification de l'iguane.
L'Iguana Research and Breeding station utilise un programme de « démarrage » (« head-starting ») pour les iguanes juste éclos. Cette méthode, utilisée à l'origine pour protéger les tortues de mer, consiste à placer des œufs en couveuse, puis à protéger et nourrir les jeunes durant leurs premiers mois de vie. Cela permet d'élever les animaux jusqu'à une taille à laquelle ils sont capables de fuir ou de repousser les prédateurs. Dans le cas de l'Iguane noir d'Útila, 50 % des animaux éclos dans le centre sont conservés pour le programme de « démarrage » et les autres sont relâchés dans les forêts de mangroves juste après l'éclosion. Ce programme s'est révélé fructueux, puisque les iguanes protégés en captivité se comportent ensuite comme leurs congénères nés dans la nature. Le succès du programme d'Útila sert d'exemple pour mener d'autres programmes similaires dans les Caraïbes, en particulier dans les espèces de Cyclura comme l'Iguane bleu.

### Institutions zoologiques
L'Iguane noir d'Útila est présent dans de nombreux zoos à travers l'Europe, ainsi que dans deux zoos des États-Unis (zoo de Fresno Chaffee et le zoo de Fort Worth), chacune de ces institutions servent de centre d'élevage ex-situ. En septembre 2007, le zoo de Londres est parvenu à faire reproduire avec succès Ctenosaura bakeri en captivité, une première hors d'Útila, et un pas important pour assurer la survie de cette espèce si celle-ci est victime d'une disparition de son habitat à la suite d'un ouragan, ou à cause d'une chasse trop importante,. La population est actuellement stable, mais un déclin futur est très probable pour les raisons évoquées précédemment.
Selon l'International Species Information System, les parcs zoologiques suivant détiennent Ctenosaura bakeri.
| Lieu                                   | Mâle(s) | Femelle(s) | Sexe inconnu | Né l'année dernière |
| -------------------------------------- | ------- | ---------- | ------------ | ------------------- |
| Zoo de Barcelone                       | 0       | 0          | 2            | 0                   |
| Zoo de Blackpool                       | 1       | 1          | 0            | 0                   |
| Cotswold Wildlife Park                 | 0       | 0          | 1            | 0                   |
| Zoo de Chester                         | 1       | 1          | 0            | 0                   |
| Zoo d'Amnéville                        | 1       | 0          | 0            | 0                   |
| Zoo de Jersey                          | 1       | 2          | 3            | 0                   |
| Zoo de Londres                         | 1       | 1          | 3            | 3                   |
| Zoo de Plock                           | 1       | 0          | 2            | 0                   |
| Zoo de Rotterdam                       | 2       | 3          | 0            | 0                   |
| Museum d'Histoire Naturelle de Tournai | 1       | 0          | 0            | 0                   |
| Zoo de Whipsnade                       | 1       | 2          | 13           | 13                  |
| Sous-total européen                    | 10      | 10         | 24           | 16                  |
| Zoo de Fort Worth                      | 4       | 1          | 2            | 0                   |
| Zoo de Fresno Chaffee                  | 0       | 1          | 2            | 0                   |
| Sous-total américain                   | 4       | 2          | 4            | 0                   |
| Totaux                                 | 14      | 12         | 28           | 16                  |

## Publication originale
- Stejneger, 1901 : On a new species of spiny-tailed iguana from Utilla Island, Honduras. Proceedings of the United States National Museum, vol. 23, n. 217, p. 467-468 (texte intégral).